# Nørresundby
Nørresundby er en by med 24.436 indbyggere  (2025), der er beliggende nord for Aalborg, som Nørresundby udgør et storbyområde med, som samlet har 146.314 indbyggere (2025). Limfjorden adskiller Nørresundby fra Aalborg.
Nørresundby fik status af handelsplads i 1858 og blev år 1900 ophøjet til købstad. Den ligger i Vendsyssel nord for Limfjorden i Aalborg Kommune.
I Nørresundby er der 24.436 indbyggere  (2025), inkl. Nørresundby-kvarterene Nørresundby centrum, Lindholm, Nørre Uttrup og Bouet.
"Nørresundby centrum" kan defineres som Aalborg Kommunes "planområde 12A", der dækker det mest centrale af Nørresundby. "Planområde 12A" er 3 km2 stort og indbyggertallet er 6.582 (2009). I Nørresundby Centrum findes bl.a. Nørresundby Kirke, Nørresundby Torv, Limfjordsbroen med mere. I det vestlige Nørresundby ligger bydelen Lindholm med Lindholm Station og vest for Lindholm ligger Aalborg Lufthavn. Nordpå ligger bydelen Nørre Uttrup, der grænser op til Aalborg Kaserner og landsbyen Hvorup. Vestpå gennem Lindholm går den gamle hovedvej til Thisted. Nordøst for Nørre Uttrup går motorvejen og indenfor den gamle hovedvej mod Hjørring.

## Historie
Navnet Nørresundby kommer af beliggenheden nord for sundet Limfjorden. Limfjorden er på trods af sit navn ikke en fjord men et sund.
Byen hørte fra begyndelsen af det 13. århundrede til Vitskøl Kloster, da Valdemar Sejr skænkede alt sit fædrenegods her til klosteret. Kirken
blev skænket klosteret 1290 af Børglum-bispen Niels. Stedets betydning i middelalderen og den nyere tid lå i, at det var overfartsstedet fra Vendsyssel til Aalborg. Af en kongelig bevilling fra 1591 ses, at den har haft færgefart "fra arilds tid". Imidlertid holdt Aalborg med hård hånd den lille by nede og tiltvang sig 1589 endog ret til færgefarten. To år senere opnåede Nørresundby dog tilladelse til atter at deltage i denne med to færger.
Beliggenheden ved hovedoverfartsstedet medførte, at byen og omegnen flere gange var skueplads for krigerske begivenheder, således under bondeoprøret i 1441 og under 30-årskrigen, da de kejserlige tropper forskansede højderne nord for byen, lige som i krigene 1644 og 1657; ved disse lejligheder har der nord for fjorden været anlagt befæstninger, blandt andet på Skansebakken, som herfra har fået sit navn.

### Handelspladsen
Om Nørresundby hed det i begyndelsen af 1800-tallet:
"Nørre Sundbye er en nærsom Flekke med 120 Gaarde og Huse. Den ligger ved Aalborg Sund, hvor man sætter over Limfjorden fra Vendsyssel til Aalborg. Byens Næring er Færgelobet, Gjæstgiverie, Vertshuushold, Brændeviinebrænderie, Avling, got Fiskerie, Befordringsvæsen og Salterie af Sild og Kjød. Byen svarer Consumtion- og Arealskat af Bygninger og Jorder, paa Grund af at den har Tilladelse til at brænde Brændeviin og holde Gjæstgiverie, men den har ei Tilladelse til at handle. ...
Af Byens Jorder ere de Totrediedele maadelige, og Entrediedeel god. Jorderne drives af nogle som Alsædsjord, og Drivten er da Gjødebyg, Rug, anden Gang Rug, og to Kjærve Havre; hos andre hviler Jorden i tre Aar. Formedelst den overflødige Gjødske som samles ved Gjæstgiverie, bære Jorderne godt til, og ere i høj Priis. ..."
I 1815 og 1820 søgte Nørresundby om at få købstadsret, men begge gange fik Aalborgs borgere dette forhindret. Først i 1856 lykkedes det at få ret til at drive handel, og da året efter næringsloven gav byen større frihed på alle områder, gik den betydelig frem. Som de fleste byer har Nørresundby været hærget af voldsomme ildebrande, således i 1791, da hele den vestlige bydel brændte, i 1838 og navnlig 1865, da over 100 bygninger blev bytte for flammerne. Under krigen 1864 besatte en dansk troppestyrke højderne ved Skansebakken, mens fjenden lå i Aalborg.
Omkring midten af 1800-tallet stod det klart, at en ny by var under udvikling ved Nørresundby. I rigsdagens samling 1855 blev derfor fremsat et privat forslag angående Nørresundbys næringsforhold. Dette lovforslag blev med visse ændringer vedtaget og stadfæstet den 16. februar 1856, og i medfør af lovens § 3 blev der den 17. oktober 1858 godkendt et regulativ om Nørresundbys kommunalvæsen, hvorved Nørresundby i kommunal henseende opnåede en lignende stilling som Løgstør, Frederiksværk og Silkeborg.
I 1859 blev Nørresundby beskrevet således:
"Byen eller Flækken Nørre-Sundby, beliggende ved Liimfjordens nordlige Bred ved Foden af meget høie Bakker med Overfart af omtrent 900 Alen til Aalborg; i Byen findes Kirken, Præstegaard, Skole, Tingsted for Kjær Herred, Bolig for Herredsfogden, Bolig for Districtslægen for Kjær Herred, et Apothek, omtrent 20 Kjøbmænd, et stort Jernstøberi, flere Haandværkere, en Discontobank oprettet i 1857 for Byen og Omegnen. Omtrent 12 større og mindre Gader og Stræder; et nyt Quarteer anlægges nordlig i Byen. Et smukt lille Skovanlæg findes vest for Byen. Vigtig Færgefart til Aalborg. Aarlig 5 Markeder, i Januar og April med Heste og Kvæg, i Mai med Trævarer, i October med Slagtekvæg og i Decbr. med Heste og Kvæg. Omtrent 1000 Indvaanere".
I løbet af anden halvdel af 1800-tallet voksede Nørresundby hastigt i både størrelse og betydning. Dette skyldtes dels byens stilling som handelsplads, dels en række anlæg af broer og jernbaner, der gjorde stedet til et knudepunkt i landsdelen, dels egne tiltag til fremme af byens betydning så som en forbedring af havnen. I årene 1863—1865 anlagdes en pontonbro ved navn Kong Christian den Niendes Pontonbro over til Aalborg. Kun 6 år senere i 1871 fulgte Jernbanebroen over Limfjorden. Havnen blev anlagt 1874 og siden flere gange udvidet og uddybet. Skibsfarten opførtes dog under Aalborg toldsted. Nørresundby blev knudepunkt i jernbaneforbindelserne nord for Limfjorden med station på den østlige jyske længdebane Nørresundby-Frederikshavn, åbnet 1871, privatbanerne Aalborg—Fjerritslev, åbnet 1897, og Aalborg—Sæby—Frederikshavn, åbnet 1899.
Byens handel voksede meget i sidste halvdel af det 19. århundrede, ikke mindst takket være jernbaneanlæggene, der blandt andet tilførte den en del af handelen fra Vendsyssel. I ikke mindre grad gik industrien frem, og der oprettedes mange fabrikker og industrielle anlæg, af hvilke skal nævnes: 2 maskinfabrikker med jernstøberier (hvoraf det ene, "Gabrielsværk", havde 60, det andet 30 arbejdere), 2 dampvæverier og farverier (30 og 8 arbejdere), 3
savskærerier (i alt 40 arbejdere), Aalborg Amts Andelssvineslagteri (40 arbejdere), et cementstøberi (10 arbejdere) og et garveri.
Endelig blev byens forsyning med offentlige tjenesteydelser voldsomt forøget: kirken, der oprindelig blev opført i romansk Tid (13. århundrede), undergik mange ombygninger, således i 1897—1898 (bygningsinspektør Hack Kampmann), da der for at skaffe plads, efter at byen var vokset så stærkt i slutningen af det 19. århundrede, tilføjedes to korsfløje mod nord og syd, hver med 3 kamgavle; endvidere råd-, ting- og arresthus (opført 1847, udvidet 1895), fattiggård, 2 kommuneskoler, privatskoler (senere tilkom mellem- og realskole samt en handelsskole), telegrafstation, postkontor, elektricitetsværk, gasværk (anlagt 1897), vandværk (anlagt 1898), toldkammer.
I byen blev afholdt 5 markeder.
Som et udtryk for byens vækst kan nævnes, at indbyggertallet voksede fra 606 indbyggere i 1801 til 950 indbyggere i 1850 og videre til 3.544 indbyggere i 1901.

### Købstaden
Med den betydning, Nørresundby havde fået i slutningen af 1800-tallet, kunne byen endelig nå sit længe eftertragtede mål: at blive ophøjet til købstad, og ved Lov af 7. april 1899 blev Nørresundby ophøjet til købstad fra 1. januar 1900. Dermed var grundlaget skabt for byens fortsatte udvikling.
Købstadens areal udgjorde i begyndelsen af 1900-tallet 204 ha, og indbyggertallet voksede til 4.570 i 1911 og 6.083 indbyggere i 1921, byen var således meget stærkt voksende. Byens hovedgader var Brogade, der gik fra pontonbroen mod nord til torvet, og Vester- og Østergade, der gik fra vest til øst og mod øst førte ud til landevejen til Hjørring. Husene, hvoraf de fleste var lave, var for en stor del nyopførte efter den store brand 1865. Bygningernes brandforsikringssum var 1923: 22,9 mio. kr.
Havnen var efter forbedringer udvidet til en dybde af 7,5 m ved kajen og i renden til denne, ved den østlige bro af 5,3 m. og ved den vestlige 3,1—4,7 m.
Øvrigheden bestod af politimesteren og borgmesteren, der var formand for byrådet, som desuden talte 10 medlemmer. Nørresundby dannede, sammen med byens landsogn og Hvorup Sogn et pastorat under Kær Herreds Provsti (Aalborg Stift). I verdslig henseende hørte den til 69. retskreds og 49. politikreds (Nørresundby købstad og Kær Herred med Hvetbo Herred), dommer og politimester i Nørresundby; endvidere til amtets 6. folketings-opstillingskreds, dets nordenfjordske lægekreds, Nørresundby skattekreds, Kær Herreds skyldkreds og 5. udskrivningskreds (444. lægd).
I 1920-erne havde Nørresundby fået yderligere fabrikker og industrielle anlæg og fremstod som en stor industriby med andelssvineslagteri, Dansk Andels-Cementfabrik, ØK Cementfabrik, jernstøberier, der i blandt "Gabrielsminde", svovlsyrefabrikken "Limfjorden", savskærerier, maskinsnedkeri, dampfarveri, garveri, uldspinderier, fiskerøgerier, pottemagerier, stenhuggerier, dampteglværk, bryggerier, andelsmejeri og brødfabrik, endvidere fabrikker for tilvirkning af stifter, cementtagsten, andre cementvarer, tagpap, rørvæv, træuld, halmvarer, korkvarer, klædevarer, træsko og mineralvand. Af pengeinstitutioner oprettedes Banken for Nørresundby og Omegn samt filialer af Andelsbanken og af Landbosparekassen i Aalborg.
I 1933 nedlagde man pontonbroen og byggede Limfjordsbroen på samme sted. 5 år senere åbnedes Aalborg Lufthavn som den første lufthavn i provinsen.
I 1958-60 blev Limfjordsbroen udvidet. I 1969 kom Limfjordstunnellen til øst for Nørresundby med en 6-sporet motorvejsforbindelse.
Der er blevet talt om Den 3. Limfjordsforbindelse i flere år.

## Demografi
Historiske indbyggertal siden 1787
| Årstal | Indbyggertal |
| ------ | ------------ |
| 1787   | 495          |
| 1801   | 606          |
| 1834   | 874          |
| 1845   | 895          |
| 1860   | 1.376        |
| 1870   | 1.609        |
| 1880   | 1.757        |
| 1890   | 1.825        |
| 1901   | 3.544        |
| 1911   | 4.570        |
| 1921   | 9.497        |
| 1930   | 13.789       |
| 1940   | 15.572       |
| 1950   | 17.288       |
| 1960   | 22.625       |
| 1970   | 23.150       |
| 1976   | 22.339       |
| 2006   | 20.923       |
| 2010   | 21.120       |
| 2020   | 23.546       |

Fra og med 1916 indgår Lindholm og Nørre Uttrup i Nørresundby.
Fra 1979 til 2006 blev Nørresundby medregnet til Aalborg og indbyggertallet blev opgjort samlet. 1. januar 2006 indførtes en ny opgørelsesmetode og Nørresundbys indbyggertal opgøres igen selvstændigt.